# Scuderia Ferrari
A Scuderia Ferrari, atualmente competindo como Scuderia Ferrari HP, é uma equipe de automobilismo da montadora italiana Ferrari que compete no campeonato da Fórmula 1. É a equipe mais antiga em atividade na categoria.
A Ferrari é a equipe mais vitoriosa e bem-sucedida da história da F1. No Grande Prêmio da China de 2007 a equipe atingiu a incrível marca de 200 triunfos em Grandes Prêmios.

## História
A Scuderia Ferrari foi fundada por Enzo Ferrari em 1929 e tornou-se a equipe de corrida da Alfa Romeo. Em 1938, a Alfa Romeo tomou a decisão de entrar nas corridas com seu próprio nome, que institui a organização Alfa Corse, que absorveu o que tinha sido a Ferrari. Enzo Ferrari não concordou com esta mudança na política e foi, finalmente, demitido pela Alfa em 1939. Os termos de sua saída proibiu-o de participar do automobilismo em seu próprio nome, por um período de quatro anos.
Em 1939, a Ferrari começou a trabalhar um carro de corrida de sua autoria, o Tipo 815 (oito cilindros, 1,5 L de deslocamento). O 815S, projetado por Alberto Massimino, foram, assim, os primeiros carros da Ferrari. A Segunda Guerra Mundial pôs um fim temporário às corridas. A Ferrari e concentrou-se em uma alternativa de uso para sua fábrica durante os anos de guerra, fazendo o trabalho de máquinas-ferramenta.
Após a guerra, a Ferrari recrutou vários de seus ex-funcionários da Alfa e estabeleceu uma nova Ferrari, querendo projetar e construir seus próprios carros.

### Sede
A equipe foi inicialmente baseado em Modena desde a sua fundação e pré-guerra até 1943, quando Enzo Ferrari mudou a equipe para uma nova fábrica em Maranello em 1947, e ambos a Scuderia e a fabrica Ferrari permanecem em Maranello até hoje. A equipe possui e opera uma pista de testes no mesmo local, o Circuito de Fiorano construído em 1972, que é usado para testar carros de rua e de corrida.

### Nome e Logotipo
A equipe tem o nome de seu fundador, Enzo Ferrari. O cavalo rampante era o símbolo do avião do piloto Francesco Baracca, morto na I Guerra Mundial, e logo depois tornou-se o logotipo da Ferrari depois de os pais do aviador, bons amigos de Enzo Ferrari, pedirem-lhe para continuar sua tradição de cavaleirismo, desportivismo e ousadia.

### Recordes
A Ferrari é o mais antigo time restante no campeonato, sendo também o mais bem-sucedido: a equipe tem quase todos os recordes da Fórmula 1. Os recordes da equipe incluem quinze títulos do Campeonato Mundial de pilotos (1952, 1953, 1956, 1958, 1961, 1964, 1975, 1977, 1979, 2000, 2001, 2002, 2003, 2004, 2007), dezesseis títulos do Campeonato Mundial de Construtores (1961, 1964, 1975, 1976, 1977, 1979, 1982, 1983, 1999, 2000, 2001, 2002, 2003, 2004, 2007 e 2008), 243 vitórias em Grande Prêmio, 9.564 pontos, 803 pódios, 246 pole positions, 259 voltas mais rápidas, 15.667 voltas lideradas, além de ser a primeira e única equipe a ter mais de 1000 Grandes Prêmios.

### Início
Em 1947, a Ferrari construiu o 12 cilindros 1.5 L Tipo 125, o primeiro carro de corrida a carregar o nome de Ferrari.
Uma versão de Fórmula 1 do Tipo 125 , a Ferrari 125 F1 foi desenvolvido em 1948 e entrou em vários Grande Prêmios, em um momento em que o Campeonato Mundial ainda não tinha sido estabelecido.

### Década de 1950
Em 1950, o Campeonato Mundial de Fórmula Um foi estabelecido, e a Scuderia Ferrari entrou nesta primeira temporada. É a única equipe a ter competido em todas as temporadas do mundial, desde o início até os dias atuais.
Na verdade, a equipe da Ferrari perdeu a primeira corrida do campeonato, o Grande Prêmio da Grã-Bretanha de 1950, devido a uma disputa sobre o "dinheiro inicial" pago aos participantes,  a equipe estreou no Grande Prêmio de Mônaco de 1950 com a 125 F1, ostentando uma versão supercharger do 125 V12 e três experientes e bem-sucedidos pilotos, Alberto Ascari, Raymond Sommer e Luigi Villoresi. A equipe mudou mais tarde para motores naturalmente aspirados nos modelos 275, 340, e 375. A equipe Alfa Romeo dominou a temporada de 1950, ganhando todas os onze corridas que entrou (seis corridas do campeonato mundial e cinco corridas não oficiais), mas a Ferrari quebrou a hegemonia em 1951 quando o piloto argentino José Froilán González venceu o Grande Prêmio da Grã-Bretanha.
Após a temporada de 1951, a equipe Alfa Romeo se retirou da Fórmula 1, levando as autoridades a adotar os carros de Fórmula 2, devido à falta de carros de Fórmula 1 adequados. A Ferrari entrou com o Ferrari Tipo 500 de 2.0 L 4 cilindros, que ganhou quase todas as corridas em que competiu na temporada de 1952 com os pilotos Alberto Ascari, Giuseppe Farina e Piero Taruffi. Ascari levou o Campeonato Mundial depois de vencer seis corridas consecutivas. Na temporada de 1953, Ascari venceu apenas cinco corridas, mas se tornou bicampeão mundial, no final da temporada Juan Manuel Fangio bateu a Ferrari em uma Maserati pela primeira vez.
A temporada de 1954 trouxe novas regras de motores de 2,5 L; O novo Ferrari Tipo 625, dificilmente poderia competir contra Fangio com a Maserati e depois com o Mercedes-Benz W196 que apareceu em julho. a Ferrari teve somente duas vitórias, González no Grande Prêmio da Grã-Bretanha de 1954 e Mike Hawthorn no Grande Prêmio da Espanha de 1954. Na temporada de 1955, A Ferrari não melhorou, conquistando apenas o Grande Prêmio de Mônaco em 1955 com o piloto Maurice Trintignant. No final da trágica temporada de 1955, a equipe da Ferrari comprou o chassi D50 da equipe Lancia depois que eles se retiraram após a morte de Ascari. Fangio, Peter Collins e Eugenio Castellotti correram com sucesso com o D50 na temporada de 1956 com Collins vencendo duas corridas e Fangio vencendo três corridas e se sagrando campeão.
Na temporada de 1957, Fangio voltou a Maserati, a equipe ainda usando envelhecido Lancia, não conseguiu vencer uma corrida. Os pilotos Luigi Musso e Alfonso de Portago juntaram-se a Castellotti. Castellotti morreu durante o teste e Portago bateu em uma multidão no Mille Miglia, matando doze e fazendo com que a Ferrari fosse acusada de homicídio culposo.
Na temporada de 1958, um Campeonato de Construtores foi introduzido, e vencido pela Vanwall. Carlo Chiti projetou um carro inteiramente novo para Ferrari: o Ferrari 246 Dino, nomeado com o nome do filho recentemente falecido de Enzo Ferrari. A equipe manteve os pilotos Collins, Hawthorn e Musso, mas Musso morreu no Grande Prêmio da França e Collins morreu no Grande Prêmio da Alemanha, Hawthorn venceu o Campeonato Mundial e anunciou sua aposentadoria, e morreu meses depois em um acidente de viação.
A Ferrari contratou cinco novos pilotos: Tony Brooks, Jean Behra, Phil Hill, Dan Gurney e ocasionalmente Cliff Allison para a temporada de 1959. A equipe não se deu bem, Behra foi demitido depois de socar o treinador Romolo Tavoni, Brooks foi competitivo até o final da temporada, mas no final ele por pouco perdeu o campeonato para Jack Brabham com a Cooper.

### Década de 1990
Na decisão do título mundial de Fórmula 1 de 1997, o piloto argentino Norberto Fontana, segundo entrevista a um jornal argentino, recebeu ordem do diretor da Ferrari, Jean Todt, de bloquear a passagem do rival canadense Jacques Villeneuve.

### Década de 2000
De 2000 a 2004, Michael Schumacher dominou a Fórmula 1. Sendo que apenas em 2003 ele teve dificuldades ao enfrentar três novos talentos da nova geração: Juan Pablo Montoya, Kimi Räikkönen e Fernando Alonso.
No Grande Prêmio da Áustria de 2002, a equipe foi extremamente vaiada por um jogo de equipe que culminou na vitória de Michael Schumacher.
Em 2005, no entanto, o rendimento da Ferrari caiu bastante. A equipe começou a temporada com uma versão modificada do carro do ano anterior (F2004M) enquanto desenvolvia o novo modelo. Essa talvez tenha sido uma das causas para o fraco desempenho nessa temporada. Outro fator, teria sido a fraca performance dos pneus Bridgestone. Próximo ao fim do ano, Rubens Barrichello anuncia estar deixando a equipe, para juntar-se a Honda.
Em 2006, Felipe Massa assume o lugar de Barrichello como companheiro de Schumacher, no que seria seu último ano na categoria.
Em 2007, Räikkönen estreia na equipe, consagrando-se campeão na última corrida da temporada.
A temporada de 2008 foi marcada por diversos erros da equipe e dos pilotos, resultando com Felipe Massa terminando em segundo lugar no Mundial de Fórmula 1 de 2008, ficando apenas um ponto atrás do campeão Lewis Hamilton. O título foi decidido na última corrida da temporada, o Grande Prêmio do Brasil. Na penúltima curva da última volta Hamilton ultrapassou Timo Glock, conseguindo a quinta colocação e o título, que até esse momento seria de Massa, vencedor da prova. A Ferrari conquistou o título do Campeonato de Construtores, sendo o último da equipe.
Com diversas modificações no regulamento da Fórmula 1 em 2009, o Ferrari F60 não foi bem-sucedido e a equipe não pontuou nos primeiras três corridas do ano. O pior resultado desde 1981.

### Década de 2010
Em 2010, com um campeonato bastante equilibrado, a equipe esteve bem perto de conseguir o título, com a estreia do espanhol Fernando Alonso, que terminou o campeonato a quatro pontos de Sebastian Vettel.
Em 2014, Kimi Räikkönen retornou para a equipe, assumindo o lugar de Felipe Massa, que foi para Williams. Sebastian Vettel foi anunciado como piloto da Ferrari para 2015, substituindo o espanhol Fernando Alonso. Maurizio Arrivabene substituiu Marco Mattiaci no comando da equipe em novembro de 2014.
Em 2015, a equipe conseguiu três vitórias na temporada (Malásia, Hungria e Singapura com Sebastian Vettel) e incluindo também uma pole position (Vettel em Singapura).
Em 2017, a equipe conseguiu cinco vitórias na temporada (Austrália, Barém, Mônaco, Hungria e Brasil, todas de Vettel) e incluindo também cinco pole positions (Vettel nas etapas da Rússia, Hungria, Singapura e México, e Räikkönen em Mônaco).
Em 2018, a equipe conseguiu seis vitórias na temporada (Austrália, Barém, Canadá, Grã-Bretanha e Bélgica de Vettel e Estados Unidos de Raikkonen).
Em 2019, Charles Leclerc assumiu no lugar de Raikkonen e a equipe conseguiu três vitórias na temporada (Bélgica e Itália com Leclerc e Singapura com Vettel) e incluindo também nove pole position (Barém, Áustria, Bélgica, Itália, Singapura, Rússia e México com Leclerc e Canadá e Japão com Vettel).

### Década de 2020
Em 2021, Carlos Sainz Jr. assumiu no lugar de Vettel.
Em 2022, A equipe terminou com o vice-campeonato de construtores (atrás da Red Bull Racing) e com o vice-campeonato de pilotos, Leclerc acabou atrás de Max Verstappen. A Ferrari acabou o ano com 554 pontos, quatro vitórias e 20 pódios.
Em 2023, Terminou a temporada em terceiro lugar com apenas uma vitória de Carlos Sainz em Singapura, sete pole positions e nove pódios. 
Em 2024, Foi uma temporada de recuperação em que acabou com o vice-campeonato de construtores (perdendo para a McLaren), e Charles Leclerc ficou em terceiro lugar no campeonato de pilotos. Terminando com cinco vitórias (Sainz na Austrália e México e Leclerc em Mônaco, Itália e Estados Unidos), 22 pódios e 652 pontos.
Em 2025, A Ferrari anunciou a contratação do piloto heptacampeão mundial Lewis Hamilton, considerada como uma das maiores contratações da história da Fórmula 1, enquanto Sainz se transferiu para a Williams.

## Campeões Mundiais
| Campeonatos | Pilotos            | Temporadas                   |
| ----------- | ------------------ | ---------------------------- |
| 5           | Michael Schumacher | 2000, 2001, 2002, 2003, 2004 |
| 2           | Alberto Ascari     | 1952, 1953                   |
| 2           | Niki Lauda         | 1975, 1977                   |
| 1           | Juan Manuel Fangio | 1956                         |
| 1           | Mike Hawthorn      | 1958                         |
| 1           | Phil Hill          | 1961                         |
| 1           | John Surtees       | 1964                         |
| 1           | Jody Scheckter     | 1979                         |
| 1           | Kimi Raikkonen     | 2007                         |

## Pilotos

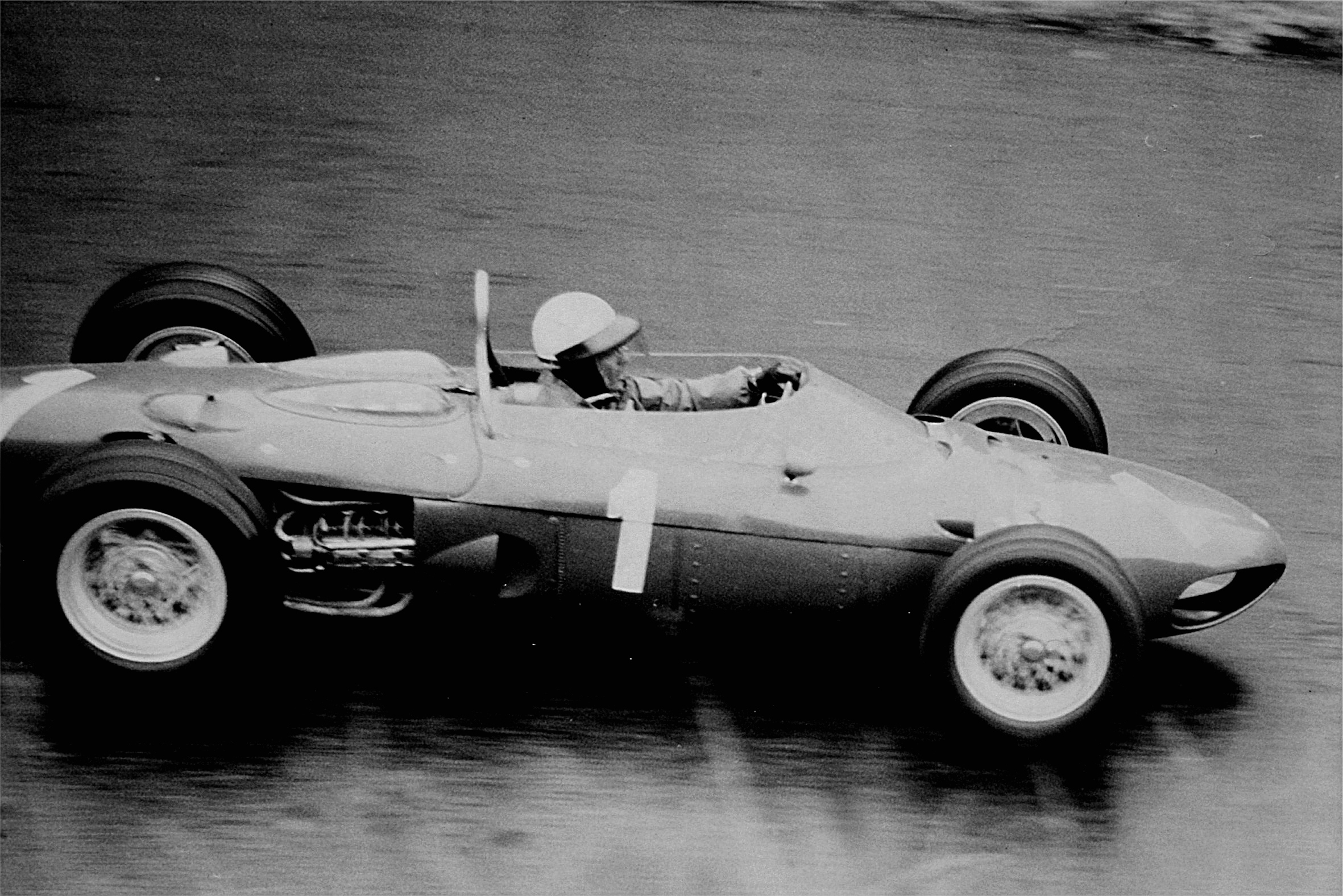
Phil Hill pilotando o modelo Ferrari 156 F1 da temporada de 1962.

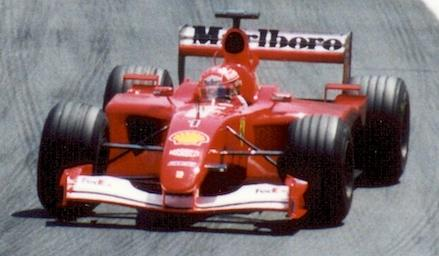
Michael Schumacher pilotando o modelo F2001 no Grande Prêmio do Canadá de 2001.

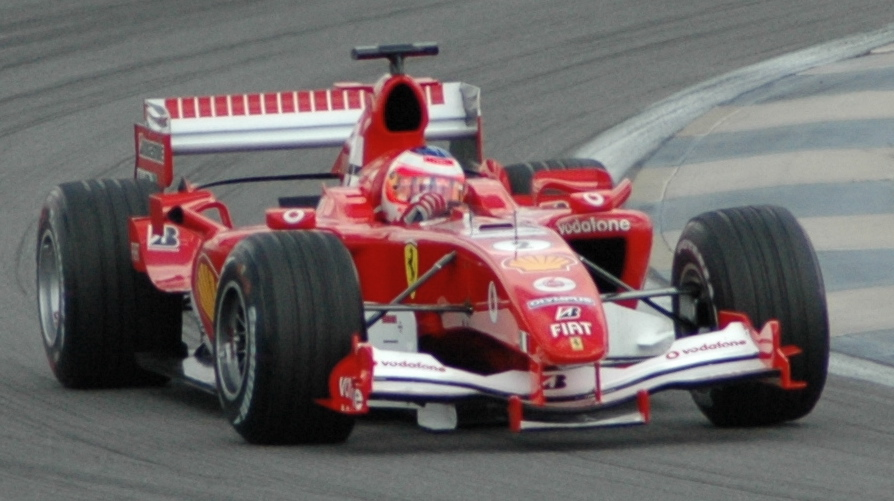
Rubens Barrichello pilotando o modelo F2005 no Grande Prêmio dos Estados Unidos de 2005.

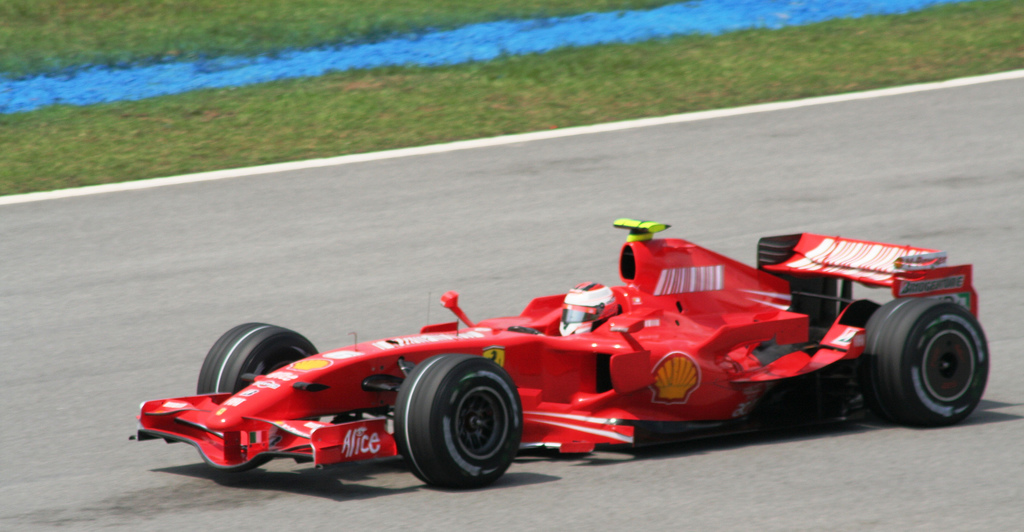
Kimi Raikkonen pilotando o modelo F2007 no Grande Prêmio da Malásia de 2007

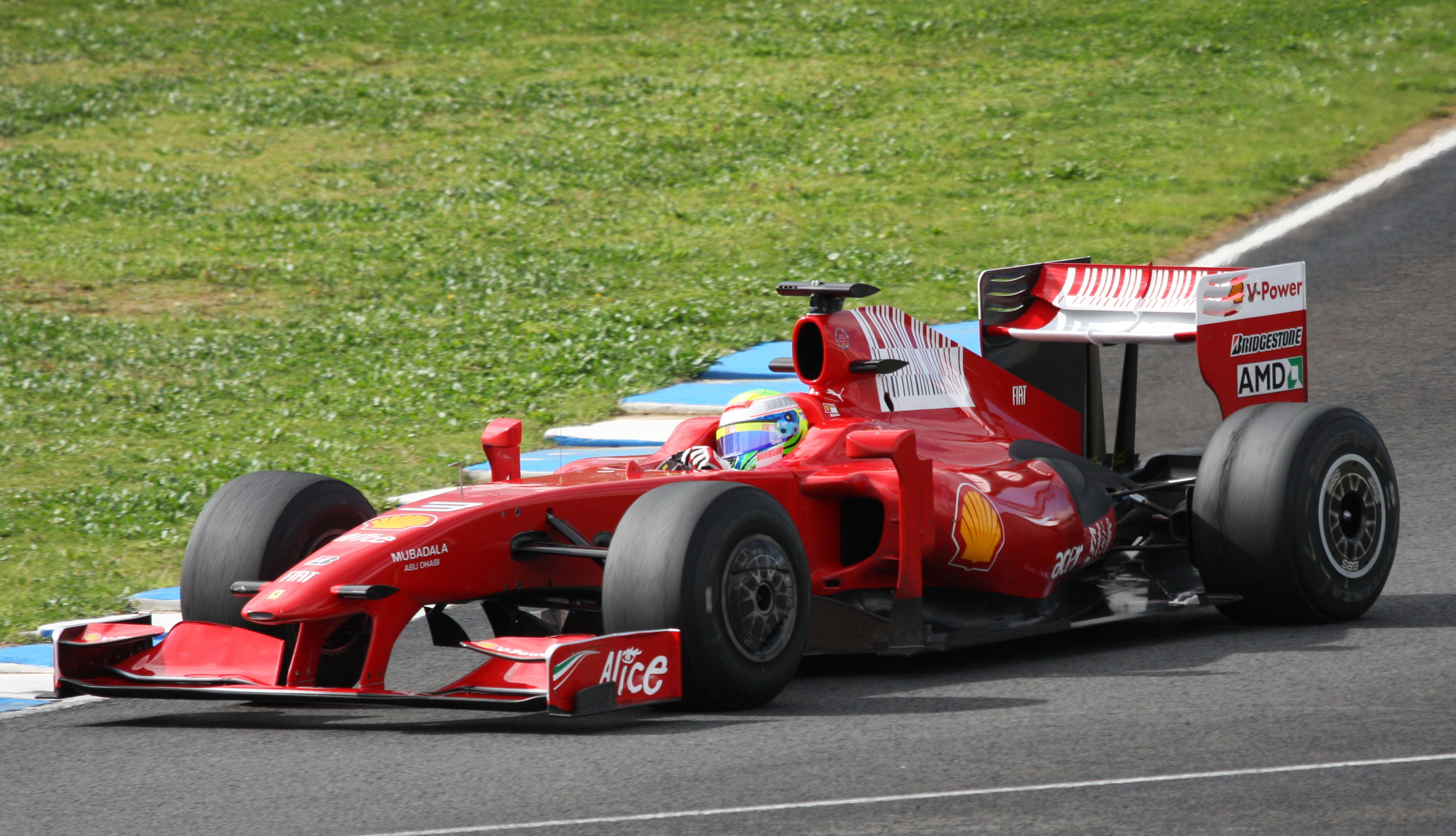
Felipe Massa pilotando o modelo F60 em março de 2009.

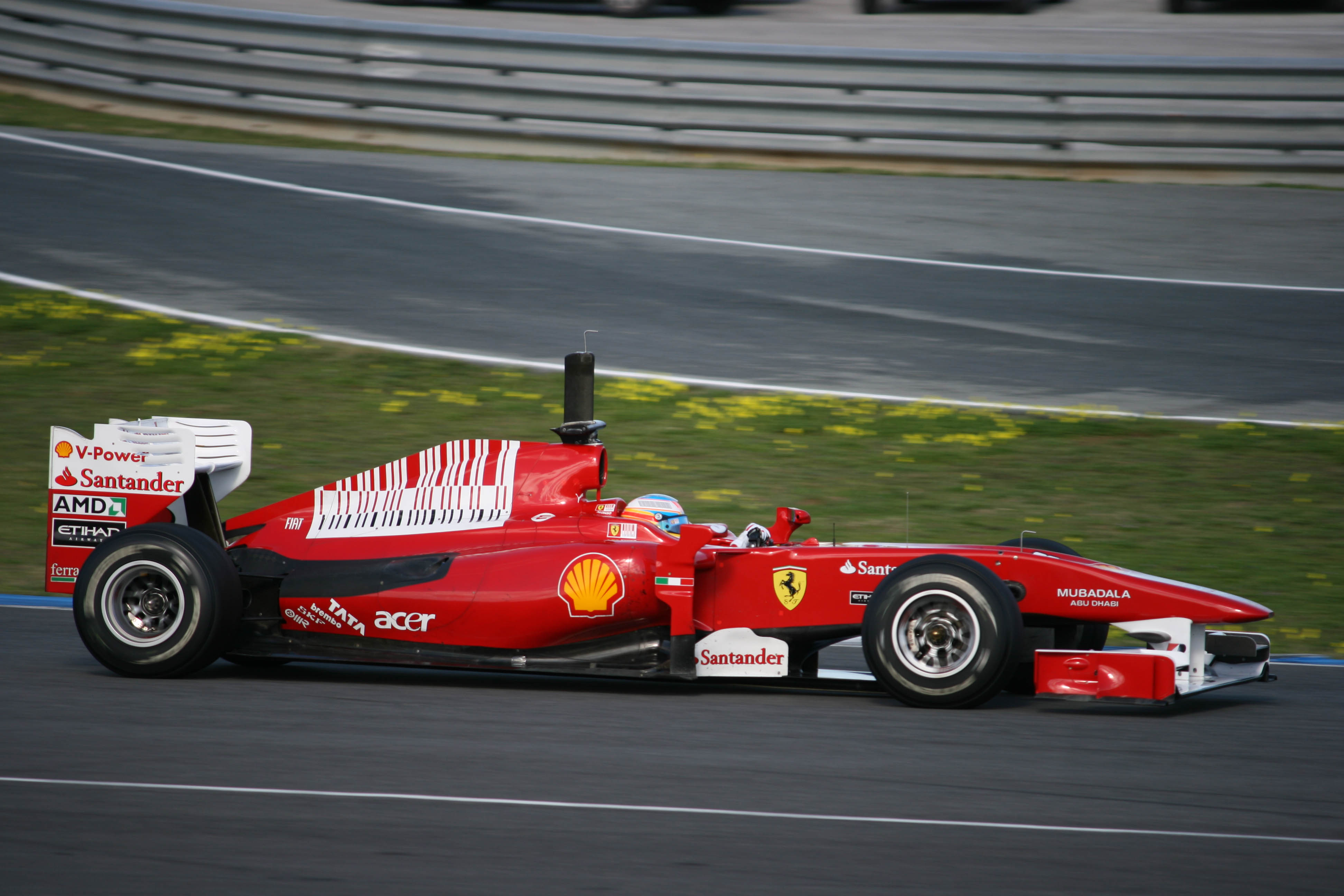
Fernando Alonso testando o modelo F10 em Jerez de la Frontera em fevereiro de 2010.

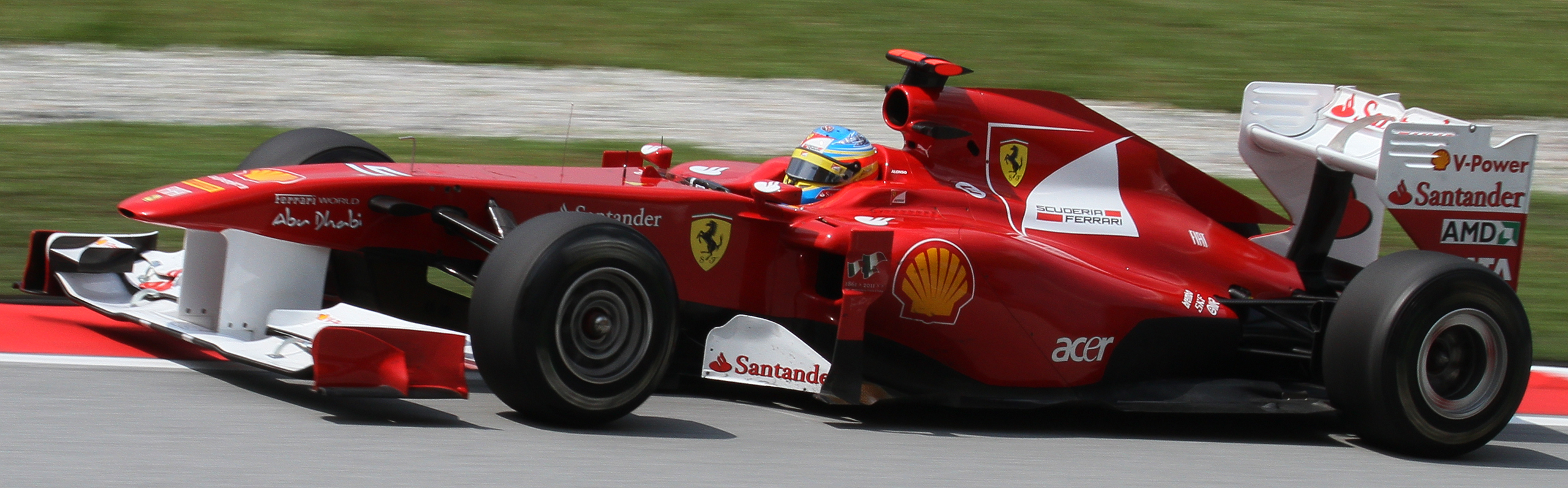
Fernando Alonso pilotando o modelo F150th Italia no Grande Prêmio da Malásia de 2011

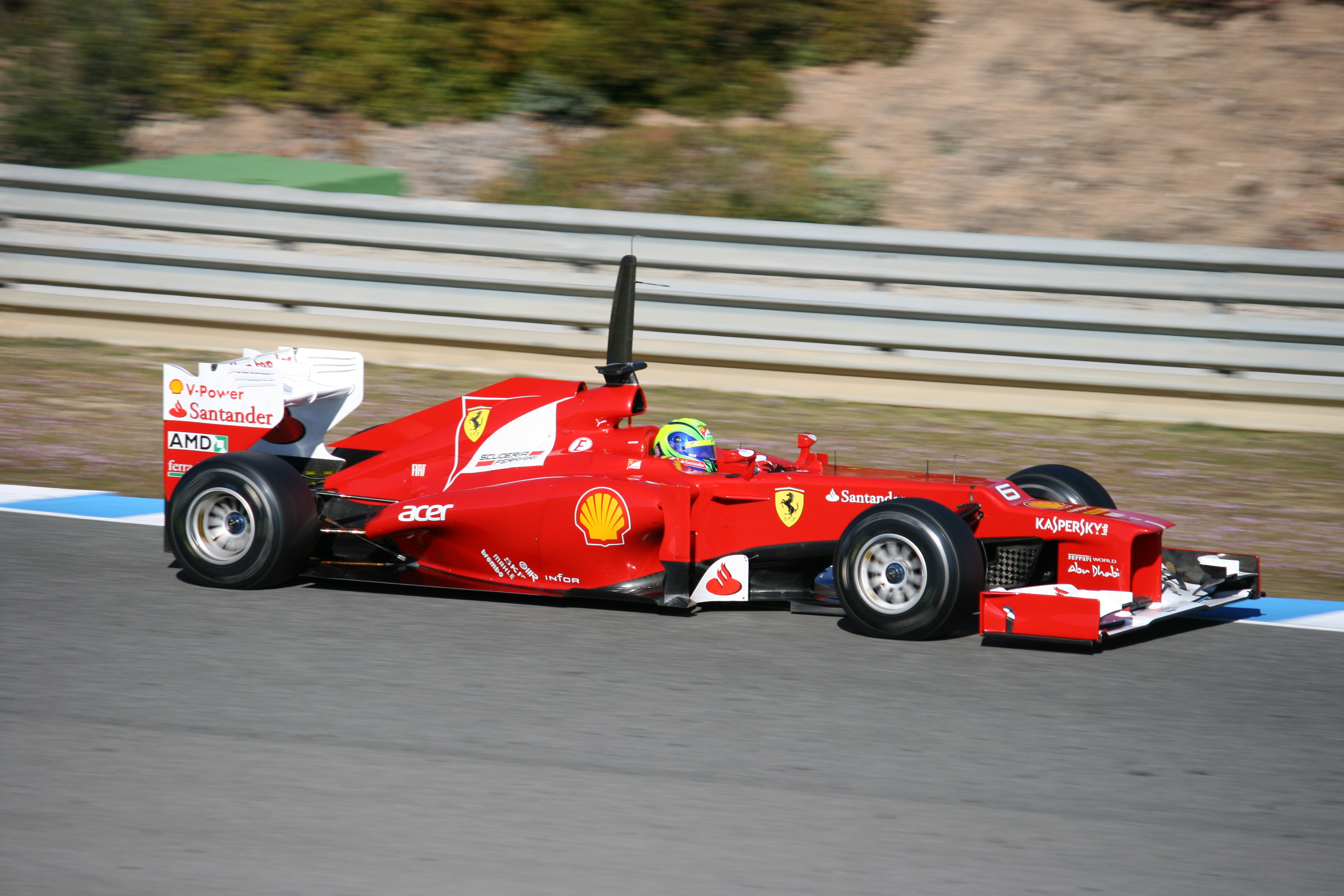
Felipe Massa pilotando o modelo Ferrari F2012 em Jerez de la Frontera no início de 2012.

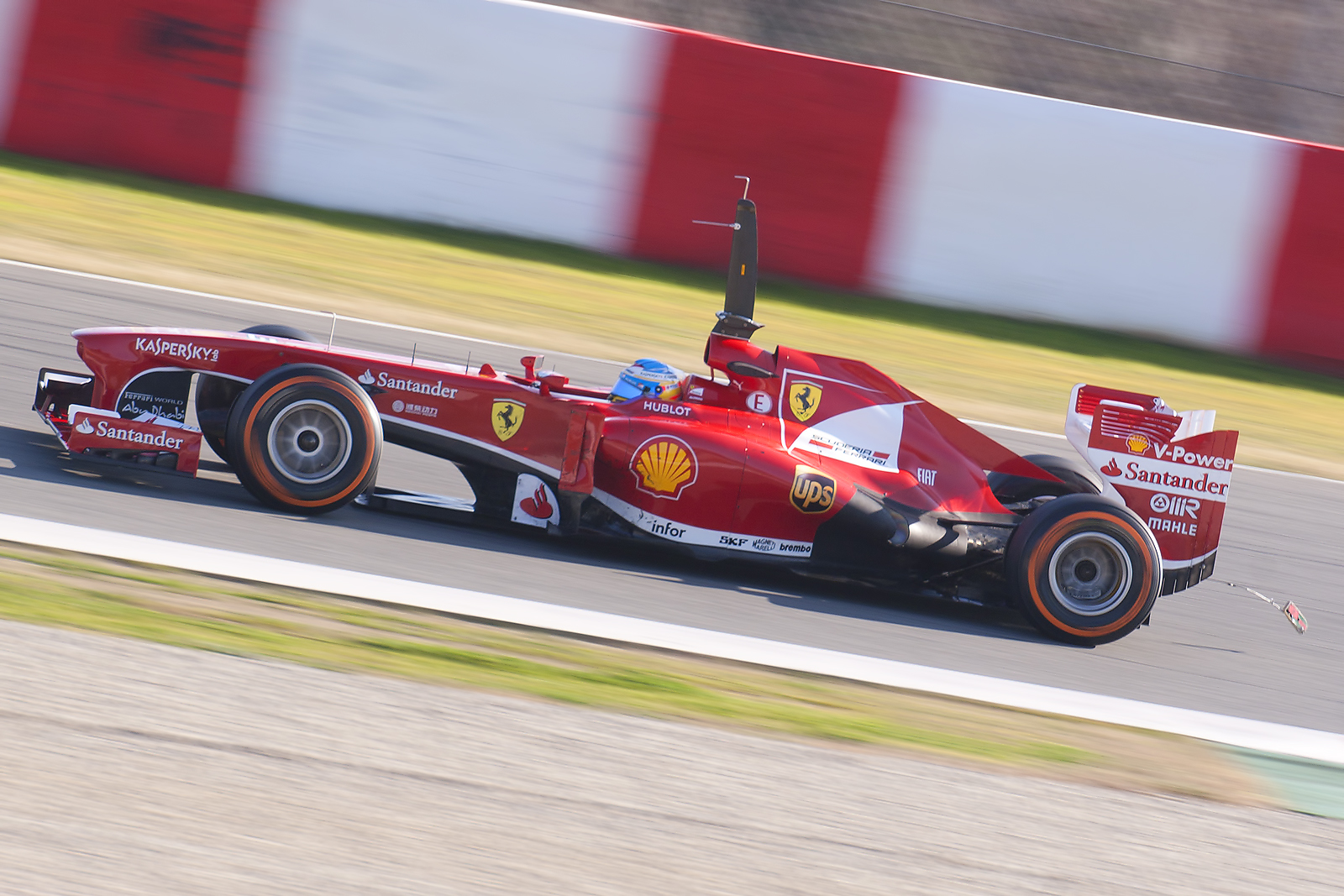
Fernando Alonso pilotando o modelo Ferrari F138 em Jerez de la Frontera no início de 2013.

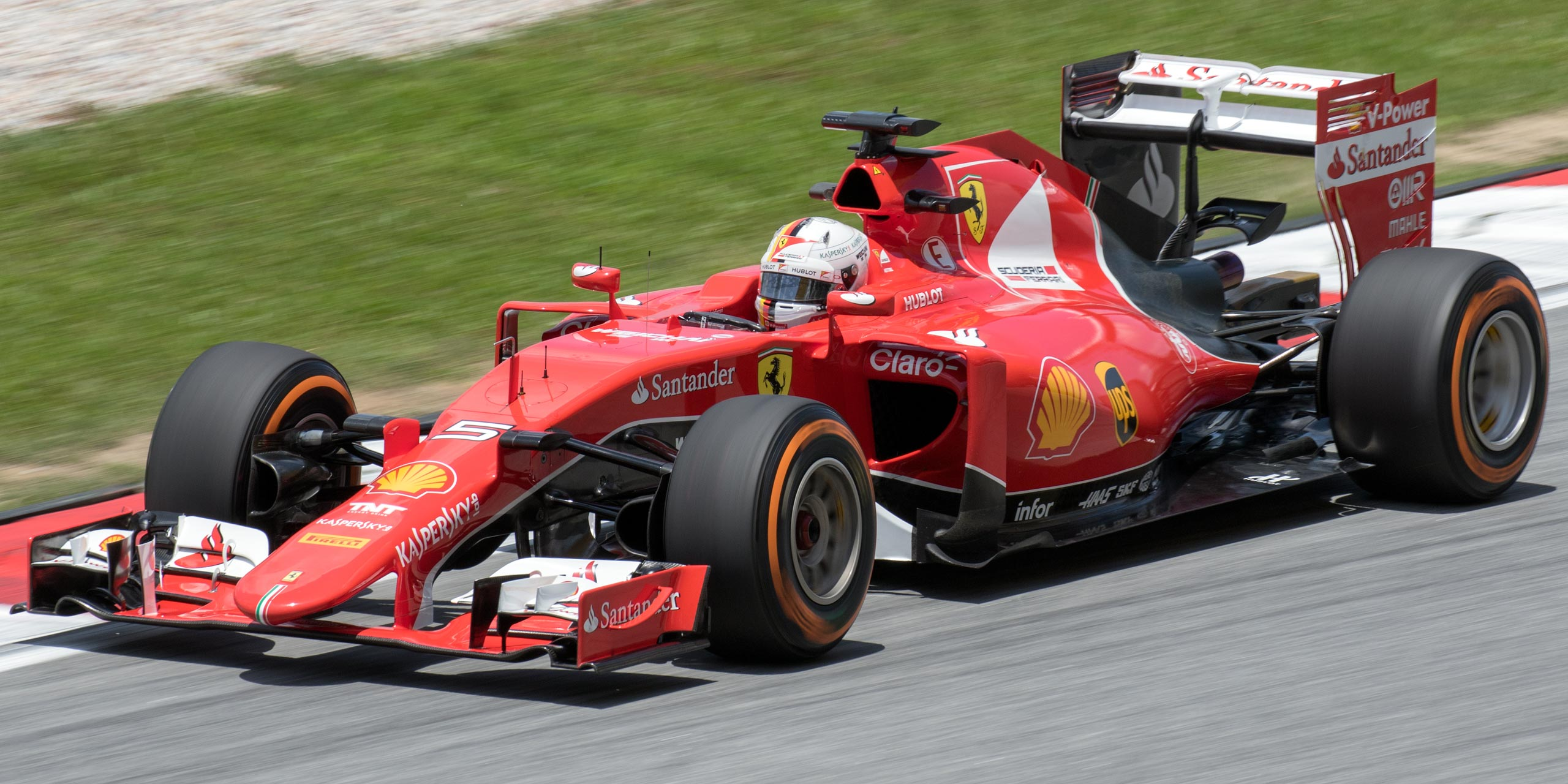
Sebastian Vettel pilotando o modelo Ferrari SF15-T no Grande Prêmio da Malásia de 2015

| Ano  | Nome                                       | Carro              | Pneus | Motor   | Óleo  | Pilotos                                                       | Pilotos de testes                                          | Classificação         |
| ---- | ------------------------------------------ | ------------------ | ----- | ------- | ----- | ------------------------------------------------------------- | ---------------------------------------------------------- | --------------------- |
| 2025 | Scuderia Ferrari HP                        | SF-25              | P     | Ferrari | Shell | Charles Leclerc Lewis Hamilton                                | Zhou Guanyu Antonio Giovinazzi                             | -                     |
| 2024 | Scuderia Ferrari HP                        | SF-24              | P     | Ferrari | Shell | Charles Leclerc Carlos Sainz Jr.                              | Oliver Bearman Robert Shwartzman Antonio Giovinazzi        | 2º lugar 652 pontos   |
| 2023 | Scuderia Ferrari                           | SF-23              | P     | Ferrari | Shell | Charles Leclerc Carlos Sainz Jr.                              | Antonio Giovinazzi Robert Shwartzman                       | 3° lugar 406 pontos   |
| 2022 | Scuderia Ferrari                           | F1-75              | P     | Ferrari | Shell | Charles Leclerc Carlos Sainz Jr.                              | Callum Ilott                                               | 2º lugar 554 pontos   |
| 2021 | Scuderia Ferrari Mission Winnow            | SF21               | P     | Ferrari | Shell | Charles Leclerc Carlos Sainz Jr.                              | Callum Ilott                                               | 3° lugar 323,5 pontos |
| 2020 | Scuderia Ferrari                           | SF1000             | P     | Ferrari | Shell | Sebastian Vettel Charles Leclerc                              | Pascal Wehrlein                                            | 6º lugar 131 pontos   |
| 2019 | Scuderia Ferrari                           | SF90               | P     | Ferrari | Shell | Sebastian Vettel Charles Leclerc                              | Antonio Fuoco Brendon Hartley Davide Rigon Pascal Wehrlein | 2º lugar 504 pontos   |
| 2018 | Scuderia Ferrari                           | SF71H              | P     | Ferrari | Shell | Sebastian Vettel Kimi Raikkonen                               | Daniil Kvyat Antonio Giovinazzi Marc Gené                  | 2º lugar 571 pontos   |
| 2017 | Scuderia Ferrari                           | SF70H              | P     | Ferrari | Shell | Sebastian Vettel Kimi Raikkonen                               | Antonio Giovinazzi Marc Gené                               | 2º lugar 522 pontos   |
| 2016 | Scuderia Ferrari                           | SF16-H             | P     | Ferrari | Shell | Sebastian Vettel Kimi Raikkonen                               | Antonio Fuoco Charles Leclerc Jean-Éric Vergne Marc Gené   | 3° lugar 398 pontos   |
| 2015 | Scuderia Ferrari                           | SF15-T             | P     | Ferrari | Shell | Sebastian Vettel Kimi Raikkonen                               | Esteban Gutiérrez Jean-Éric Vergne Marc Gené Davide Rigon  | 2º lugar 242 pontos   |
| 2014 | Scuderia Ferrari                           | F14 T              | P     | Ferrari | Shell | Kimi Raikkonen Fernando Alonso                                | Davide Rigon Marc Gené Pedro de la Rosa                    | 4º lugar 216 pontos   |
| 2013 | Scuderia Ferrari                           | F138               | P     | Ferrari | Shell | Fernando Alonso Felipe Massa                                  | Davide Rigon Marc Gené Pedro de la Rosa                    | 3º lugar 354 pontos   |
| 2012 | Scuderia Ferrari                           | F2012              | P     | Ferrari | Shell | Fernando Alonso Felipe Massa                                  | Giancarlo Fisichella Davide Rigon Marc Gené                | 2º lugar 400 pontos   |
| 2011 | Scuderia Ferrari Marlboro Scuderia Ferrari | F150th Italia      | P     | Ferrari | Shell | Fernando Alonso Felipe Massa                                  | Giancarlo Fisichella Jules Bianchi Marc Gené               | 3° lugar 375 pontos   |
| 2010 | Scuderia Ferrari Marlboro                  | F10                | B     | Ferrari | Shell | Felipe Massa Fernando Alonso                                  | Giancarlo Fisichella Marc Gené Luca Badoer                 | 3° lugar 396 pontos   |
| 2009 | Scuderia Ferrari Marlboro                  | F60                | B     | Ferrari | Shell | Felipe Massa Kimi Räikkönen Luca Badoer Giancarlo Fisichella  | Luca Badoer Marc Gené                                      | 4º lugar 70 pontos    |
| 2008 | Scuderia Ferrari Marlboro                  | F2008              | B     | Ferrari | Shell | Kimi Räikkönen Felipe Massa                                   | Luca Badoer Marc Gené                                      | Campeã 172 pontos     |
| 2007 | Scuderia Ferrari Marlboro                  | F2007              | B     | Ferrari | Shell | Felipe Massa Kimi Räikkönen                                   | Luca Badoer Marc Gené                                      | Campeã 204 pontos     |
| 2006 | Scuderia Ferrari Marlboro                  | 248 F1             | B     | Ferrari | Shell | Michael Schumacher Felipe Massa                               | Luca Badoer Marc Gené                                      | 2° lugar 201 pontos   |
| 2005 | Scuderia Ferrari Marlboro                  | F2004M F2005       | B     | Ferrari | Shell | Michael Schumacher Rubens Barrichello                         | Luca Badoer Marc Gené                                      | 3º lugar 100 pontos   |
| 2004 | Scuderia Ferrari Marlboro                  | F2004              | B     | Ferrari | Shell | Michael Schumacher Rubens Barrichello                         | Luca Badoer Luciano Burti                                  | Campeã 262 pontos     |
| 2003 | Scuderia Ferrari Marlboro                  | F2003-GA           | B     | Ferrari | Shell | Michael Schumacher Rubens Barrichello                         | Luca Badoer Felipe Massa                                   | Campeã 158 pontos     |
| 2002 | Scuderia Ferrari Marlboro                  | F2002              | B     | Ferrari | Shell | Michael Schumacher Rubens Barrichello                         | Luca Badoer Luciano Burti                                  | Campeã 221 pontos     |
| 2001 | Scuderia Ferrari Marlboro                  | F2001              | B     | Ferrari | Shell | Michael Schumacher Rubens Barrichello                         | Luca Badoer                                                | Campeã 179 pontos     |
| 2000 | Scuderia Ferrari Marlboro                  | F2000              | B     | Ferrari | Shell | Michael Schumacher Rubens Barrichello                         | Luca Badoer                                                | Campeã 170 pontos     |
| 1999 | Scuderia Ferrari Marlboro                  | F399               | B     | Ferrari | Shell | Michael Schumacher Eddie Irvine Mika Salo                     | Luca Badoer Mika Salo                                      | Campeã 128 pontos     |
| 1998 | Scuderia Ferrari Marlboro                  | F300               | G     | Ferrari | Shell | Michael Schumacher Eddie Irvine                               | Luca Badoer                                                | 2° lugar 133 pontos   |
| 1997 | Scuderia Ferrari Marlboro                  | F310B              | G     | Ferrari | Shell | Michael Schumacher Eddie Irvine                               | Gianni Morbidelli                                          | 2° lugar 102 pontos   |
| 1996 | Scuderia Ferrari                           | F310               | G     | Ferrari | Shell | Michael Schumacher Eddie Irvine                               | Nicola Larini                                              | 2° lugar 70 pontos    |
| 1995 | Scuderia Ferrari                           | 412T2              | G     | Ferrari | Agip  | Jean Alesi Gerhard Berger                                     | Nicola Larini                                              | 3° lugar 73 pontos    |
| 1994 | Scuderia Ferrari                           | 412T 412T1B        | G     | Ferrari | Agip  | Jean Alesi Gerhard Berger Nicola Larini                       | Nicola Larini                                              | 3º lugar 71 pontos    |
| 1993 | Scuderia Ferrari                           | F93A               | G     | Ferrari | Agip  | Jean Alesi Gerhard Berger                                     | Nicola Larini Gianni Morbidelli                            | 4º lugar 28 pontos    |
| 1992 | Scuderia Ferrari                           | F92A F92AT         | G     | Ferrari | Agip  | Jean Alesi Ivan Capelli Nicola Larini                         | Nicola Larini Gianni Morbidelli                            | 4º lugar 21 pontos    |
| 1991 | Scuderia Ferrari                           | 642 643            | G     | Ferrari | Agip  | Alain Prost Jean Alesi Gianni Morbidelli                      | Gianni Morbidelli Andrea Montermini Dario Benuzzi          | 3º lugar 55.5 pontos  |
| 1990 | Scuderia Ferrari                           | F1 641             | G     | Ferrari | Agip  | Alain Prost Nigel Mansell                                     | Gianni Morbidelli                                          | 2º lugar 110 pontos   |
| 1989 | Scuderia Ferrari SpA SEFAC                 | F1 640             | G     | Ferrari | Agip  | Nigel Mansell Gerhard Berger                                  | Roberto Moreno Gianni Morbidelli JJ Lehto                  | 3º lugar 59 pontos    |
| 1988 | Scuderia Ferrari SpA SEFAC                 | F1/87/88C          | G     | Ferrari | Agip  | Michele Alboreto Gerhard Berger                               | Roberto Moreno Gianni Morbidelli Dario Benuzzi             | 2º lugar 65 pontos    |
| 1987 | Scuderia Ferrari SpA SEFAC                 | F1/87              | G     | Ferrari | Agip  | Michele Alboreto Gerhard Berger                               |                                                            | 4º lugar 53 pontos    |
| 1986 | Scuderia Ferrari SpA SEFAC                 | F1/86              | G     | Ferrari | Agip  | Michele Alboreto Stefan Johansson                             |                                                            | 4º lugar 37 pontos    |
| 1985 | Scuderia Ferrari SpA SEFAC                 | 156/85             | G     | Ferrari | Agip  | Michele Alboreto René Arnoux Stefan Johansson                 | Johnny Dumfries                                            | 2º lugar 82 pontos    |
| 1984 | Scuderia Ferrari SpA SEFAC                 | 126 C4             | G     | Ferrari | Agip  | Michele Alboreto René Arnoux                                  |                                                            | 2º lugar 57.5 pontos  |
| 1983 | Scuderia Ferrari SpA SEFAC                 | 126 C2B/126 C3     | G     | Ferrari | Agip  | Patrick Tambay René Arnoux                                    |                                                            | Campeã 89 pontos      |
| 1982 | Scuderia Ferrari SpA SEFAC                 | 126 C2             | G     | Ferrari | Agip  | Gilles Villeneuve Didier Pironi Patrick Tambay Mario Andretti |                                                            | Campeã 74 pontos      |
| 1981 | Scuderia Ferrari SpA SEFAC                 | 126 CK             | G     | Ferrari | Agip  | Gilles Villeneuve Didier Pironi                               |                                                            | 5º lugar 34 pontos    |
| 1980 | Scuderia Ferrari SpA SEFAC                 | 312T5              | M     | Ferrari | Agip  | Jody Scheckter Gilles Villeneuve                              |                                                            | 10º lugar 8 pontos    |
| 1979 | Scuderia Ferrari SpA SEFAC                 | 312T3 312T4 312T4B | M     | Ferrari | Agip  | Jody Scheckter Gilles Villeneuve                              |                                                            | Campeã 113 pontos     |
| 1978 | Scuderia Ferrari SpA SEFAC                 | 312T3 312T4 312T4B | M     | Ferrari | Agip  | Carlos Reutemann Gilles Villeneuve                            |                                                            | 3º lugar 65 pontos    |
| 1977 | Scuderia Ferrari SpA SEFAC                 | 312T2              | G     | Ferrari | Agip  | Niki Lauda Carlos Reutemann Gilles Villeneuve                 |                                                            | Campeã 95 pontos      |
| 1976 | Scuderia Ferrari SpA SEFAC                 | 312T/312T2         | G     | Ferrari | Agip  | Niki Lauda Clay Regazzoni                                     |                                                            | Campeã 83 pontos      |
| 1975 | Scuderia Ferrari SpA SEFAC                 | 312B3 312T         | G     | Ferrari | Agip  | Clay Regazzoni Niki Lauda                                     |                                                            | Campeã 72.5 pontos    |
| 1974 | Scuderia Ferrari SpA SEFAC                 | 312B3              | G     | Ferrari | Agip  | Clay Regazzoni Niki Lauda                                     |                                                            | 2º lugar 65 pontos    |
| 1973 | Scuderia Ferrari SpA SEFAC                 | 312B2/312B3        | G     | Ferrari | Agip  | Jacky Ickx Arturo Merzario                                    |                                                            | 6º lugar 12 pontos    |

## Vitórias por pilotos
| Pilotos               | Vitórias |
| --------------------- | -------- |
| Michael Schumacher    | 72       |
| Niki Lauda            | 15       |
| Sebastian Vettel      | 14       |
| Alberto Ascari        | 13       |
| Fernando Alonso       | 11       |
| Felipe Massa          | 11       |
| Kimi Räikkönen        | 10       |
| Rubens Barrichello    | 9        |
| Charles Leclerc       | 8        |
| Gilles Villeneuve     | 6        |
| Jacky Ickx            | 6        |
| Alain Prost           | 5        |
| Carlos Reutemann      | 5        |
| Gerhard Berger        | 5        |
| Clay Regazzoni        | 4        |
| Eddie Irvine          | 4        |
| John Surtees          | 4        |
| Carlos Sainz Jr.      | 4        |
| Juan Manuel Fangio    | 3        |
| Nigel Mansell         | 3        |
| Jody Scheckter        | 3        |
| Michele Alboreto      | 3        |
| Mike Hawthorn         | 3        |
| Phil Hill             | 3        |
| René Arnoux           | 3        |
| Peter Collins         | 3        |
| Didier Pironi         | 2        |
| Patrick Tambay        | 2        |
| José Froilán González | 2        |
| Tony Brooks           | 2        |
| Wolfgang von Trips    | 2        |
| Piero Taruffi         | 1        |
| Giuseppe Farina       | 1        |
| Maurice Trintignant   | 1        |
| Giancarlo Baghetti    | 1        |
| Lorenzo Bandini       | 1        |
| Ludovico Scarfiotti   | 1        |
| Mario Andretti        | 1        |
| Jean Alesi            | 1        |

## Patrocinadores atuais[11]

### Patrocinador de Nome
- HP

### Patrocinadores Premium
- Shell
- UniCredit
- IBM
- Puma
- VGW Play

### Patrocinadores da Equipe
- Ambipar

- DXC Technology
- Peroni Nastro Azzurro 0.0%
- AWS
- Richard Mille
- CEVA Logistics
- Bitdefender
- Ray-Ban
- Genesys
- ZCG
- HCL Software
- CELSIUS® Holdings, Inc.
- Chivas Regal
- Philip Morris International
- Espacio
- Vantage
- Bang & Olufsen
- Ecopol
- VistaJet
- ManpowerGroup
- Armani
- Technogym
- IVECO

### Patrocinadores Técnicos
- OMR
- MAHLE
- SKF
- Bell
- Pirelli
- Brembo
- NGK
- Garrett
- Riedel
- Sabelt
- Öhlins Racing